# Dufrenoya sphaerocarpa
Dufrenoya sphaerocarpa är en tvåhjärtbladig växtart som först beskrevs av Danser, och fick sitt nu gällande namn av Hans Ulrich Stauffer. Dufrenoya sphaerocarpa ingår i släktet Dufrenoya och familjen Amphorogynaceae. Inga underarter finns listade i Catalogue of Life.